# ワープス
WARPS（わーぷす）は日本のテーブルトークRPGで、汎用TRPGとしては日本で初めて作られた製品である。企画/製作はORG、ゲームプロデューサーは大貫昌幸、ゲームデザイナーは小島 裕貴子。1987～1988年に同名のアニメ映画をTRPGとしてプレイする「ワープス・カリオストロの城」「ワープス・逆襲のシャア」が、1988年に基本ルールの「ワープス・オリジナルセット」がツクダホビーから発売された。発売形態はいずれもボックスである。
ヒーローポイントによる「御都合主義」的展開の再現に加え、「抑制力」チェック、「決断力」チェックなどといった他にない独自のルールが存在する。
後に書籍形態の「新ワープス」（仮称）を制作することが発表されたが、制作表明直後の1993年1月26日にデザイナーの大貫が死没し、企画は消滅した。

## 概要
WARPSとは、Wild Adventure Role Playing System の略とされている。これは日本語で言えば「豪快な冒険が楽しめるRPG」のような意味となる。しかし、本作が製作された頃には既にアメリカの汎用TRPGガープスが日本でも注目され始めており、むしろワープスの名前はガープスのパロディを企図している。
WARPSが作られた頃、TRPGのプレイヤーキャラクター(PC)といえば当初は弱く、派手な活躍をさせるためには時間をかけて成長させ強くするしかない、というのが一般的であった。それに対し、WARPSのテーマは「派手で豪快な活躍を手軽に楽しめるゲーム」というところにあり、テレビアニメや特撮ドラマの「正義の味方」のように、第1話から選ばれた能力をもつ「ヒーロー」をPCとするゲームを目指した。このような場合、PCに初めから高い能力を持たせるという解決法もあるが、WARPSはこの分かりやすい手法を採用しなかった。ヒーローであるか否かは、必ずしも強いか弱いかということではない、と考えたのである。
実のところ、WARPSでも初期のPCは決して強いものではなく、成長させレベルを上げて強くなっていく。しかしPCは選ばれたヒーローであるということを表現するために ヒーロー効果 が導入された。

## 特徴的なルール
以下に挙げる3つのルールはWARPSを特徴付けるものとされている。
「ワープス・オリジナルセット」でデザイナーの大貫は、これらこそWARPSの根幹であり、他のルールは重要でないとさえ述べている。実際、「ワープス・オリジナル」では、これら以外のルールやデータの記述は僅かである。

### ヒーローポイントとヒーロー効果
WARPSのPCには「ヒーローポイント」という数値が与えられている。このポイントを消費することで、物語の伏線が突如明らかにされたかのようなドラマチックな展開を起こすことができる。これをWARPSでは「ヒーロー効果」と呼ぶ。
たとえば「実はそこにいた」という効果を使えば、直前のシーンでどこにいようとも今演じられているシーンに現れることができる。「実は知っていた」という効果を使えば、情報収集の必要なく特定の情報をすでに知っていたことになる。
これら様々なヒーロー効果を使うことで、作りたてのキャラクターでも物語の主人公のように活躍できるようになる。また、ヒーロー効果は複数段階に分けられており、キャラクターのレベルが上がるほど強力な（破天荒な）ヒーロー効果を使用できる。
アメリカのTRPG「ジェームズボンド007」で既にヒーローポイントは存在していたが、行為判定の失敗を成功にするといったようなものであり、WARPSのヒーロー効果ほど派手なものではなく、あまり注目されていなかった。しかしWARPSの登場以降、多くのTRPGがヒーローポイントに類する概念を導入している。WARPSのように劇的な効果を及ぼすものとしては、F.E.A.R.による「ブレイクスルーリソース」の概念（例えばトーキョーN◎VAの「神業」など）がその流れを継承する代表的な存在と言える。

### 抑制力チェックと決断力チェック
キャラクターには「抑制力」「決断力」という能力値が設定されている。
ゲーム中にプレイヤーが発した「プレイヤーとしての発言」に対して、GMは抑制力による判定を要求することができる。判定に失敗したキャラクターは、プレイヤーが喋った言葉通りの行動をとる必要がある。例えば、NPCと交渉中にあるプレイヤーが「このNPC、ちょっと怪しいなぁ」という言葉を発した時、GMが抑制力チェックを要求しプレイヤーが失敗したならば、その言葉をキャラクターが喋ってしまったことになり、恐らくはNPCの機嫌を損ねて交渉が不利になる。
また、プレイヤーがある行動を自分のキャラクターに行わせようとした時、GMが「そのキャラクターの性格ではそんな行動はとりそうもない」と判断したならば、GMは決断力による判定を要求できる。これに失敗すると、キャラクターはプレイヤーの望んだ行動ができなくなる。
抑制力と決断力のルールは一見、ゲームを停滞させるように見えるが、その目的はゲーム中にコメディリリーフを強調させることにある。「テレビアニメや特撮ドラマ」のようなノリを目指したWARPSでは、コメディ要素をゲームプレイに強制的にでも盛り込むことは重要なことだと考えられていたのである。

## 関連製品

### 基本ルール
WARPSの基本セット。これに背景世界ごとのサプリメントを好きなように組み合わせて、自分のシナリオの世界観にあったルールを構築することになる。「オリジナルセット」だけでも現代ヒーローものをプレイすることができるという。ただし、この製品のみではデータ類が非常に少ないため、ゲームマスターへの負担は避けられないものがある。
- ワープス・オリジナルセット

### ワープスファンタジー・サプリメント
ファンタジー世界を舞台にしたWARPSのシリーズ。WARPSの主軸となるシリーズであった。当時は、アニメ風の派手なライトファンタジーという世界観自体が類を見ないものであり注目された。
「オリジナルセット」が6面サイコロ2つを使用するのに対して、同シリーズでは10面サイコロ2つを使用した。
- ワープスファンタジー パート1(WARPS FANTASY Part.1)：ヒーローズレルム
- ワープスファンタジー パート2(WARPS FANTASY Part.2)：リング　オブ　リリアナ
- ワープスファンタジー パート3(WARPS FANTASY Part.3)：ビーストランド
- ワープスファンタジー パート4(WARPS FANTASY Part.4)：ウィザードシティー
- ワープスファンタジー パート5(WARPS FANTASY Part.5):ウォリアーズ&メイジズ

### ワープスフューチャー・サプリメント
- トーキョーシティー1989

### アニメRPG・サプリメント
- アップルシード

### 番外編
基本ルールに先行して発売され、単体でプレイするものであった。
- ルパン三世・カリオストロの城
- 機動戦士ガンダム・逆襲のシャア

### リプレイ
単行本として刊行されたリプレイは存在しないが、以下の雑誌でリプレイが連載されていた。
- RPGマガジン
- マイコンBASICマガジン